# Hřibová
Hřibová, bis 1948 Pilcberk (deutsch Pilzberg), ist eine erloschene Ansiedlung der Gemeinde Vlčice in Tschechien. Sie liegt fünf Kilometer südlich von Javorník und gehört zum Okres Jeseník.

## Geographie
Hřibová befindet sich rechtsseitig über dem Tal des Lánský potok am Nordhang des gleichnamigen Berges im Reichensteiner Gebirge (Rychlebské hory). Östlich erhebt sich der Schafferberg (486 m n.m.), im Süden die Hřibová (Pilzberg, 600 m n.m.) und der Suť (Steingerütte, 717 m n.m.), südwestlich der Totenhübel (591 m n.m.), im Nordwesten der Buxhübel (545 m n.m.) sowie nördlich die Pastviny (489 m n.m.). 
Nachbarorte sind Zastávka im Norden, Uhelná und Buková (Buchsdorf) im Nordosten, Vlčice im Osten, Vojtovice im Südosten, Nová Véska und Hraničky im Süden, Nové Vilémovice (Neu Wilmsdorf) im Südwesten sowie Červený Důl im Westen.

## Geschichte
Die ältesten Nennungen von Pöltzberg (1602) bzw. Pilzberg (1610) als Teil der fürstbischöflichen Lehnsherrschaft Wildschütz stellen nur einen Lokalnamen an der Herrschaftsgrenze dar. Besiedelt wurde die Anhöhe erst um 1690 durch die Herren von Maltitz. Die erste urkundliche Erwähnung des Dorfes erfolgte 1693 als Peltzberg. Da die meisten der Siedler auf Gärtnerstellen lebten, wurde der Ort 1722 Pültzberger Gärtner genannt. 1806 war Pilzberg auf 23 Häuser angewachsen und hatte 123 Einwohner.
Im Jahre 1836 bestand das Dorf Pilsberg aus 24 Häusern, in denen 141 deutschsprachige Personen lebten. Haupterwerbsquellen waren der Ackerbau und der Tagelohn. Pfarr-, Schul- und Gerichtsort war Wildschütz. Bis zur Mitte des 19. Jahrhunderts blieb Pilsberg der Herrschaft Wildschütz untertänig. 
Nach der Aufhebung der Patrimonialherrschaften bildete Pilzberg ab 1849 einen Ortsteil der Gemeinde Wildschütz im Gerichtsbezirk Jauernig. Ab 1869 gehörte das Dorf zum Bezirk Freiwaldau. Zu dieser Zeit setzte ein starker Bevölkerungsrückgang ein. Der tschechische Ortsname Pilcberk wurde zum Ende des 19. Jahrhunderts eingeführt. Beim Zensus von 1921 lebten in den 21 Häusern des Dorfes 85 Deutsche. Nach dem Münchner Abkommen wurde das Dorf 1938 dem Deutschen Reich zugesprochen und gehörte bis 1945 zum Landkreis Freiwaldau. Nach dem Ende des Zweiten Weltkrieges kam Pilcberk zur Tschechoslowakei zurück; die meisten der deutschsprachigen Bewohner wurden 1945/46 vertrieben. Die Neubesiedlung gelang wegen der abgelegenen Lage nur teilweise. Die meisten der Neusiedler verließen das Dorf bald wieder. Im Jahre 1948 erfolgte die Umbenennung in Hřibová. 1950 lebten in den 19 Häusern des Dorfes keine ständigen Einwohner mehr. Die Fluren von Hřibová und Zastávka wurden danach als Weideland genutzt. Erhalten blieben nur das ehemalige Wirtshaus, in das neue Bewohner eingezogen waren, und ein als Viehstallung genutzter Hof. Die verlassenen Häuser wurden von der Armee zerstört. Bei der Gebietsreform von 1960 wurde der Okres Jeseník aufgehoben und Hřibová in den Okres Šumperk eingegliedert. 1965 wurde Hřibová offiziell als Ortsteil von Vlčice aufgehoben. Heute sind von dem Bergdorf nur noch einige Hausruinen und Grundmauern erhalten.
Von den Bergwiesen des ehemaligen Dorfes bietet sich ein weiter Blick über das Patschkauer Vorland (Przedgórze Paczkowskie). 

## Ortsgliederung
Hřibová gehört zum Katastralbezirk Vlčice u Javorníka. 